# مارلين سانشيز
مارلين سانشيز (بالإسبانية: Marlene Sánchez)‏ هي متسابقة خماسي حديث مكسيكية، ولدت في 27 أكتوبر 1991 في غوادالاخارا في المكسيك.

## وصلات خارجية
- مارلين سانشيز على موقع الاتحاد الدولي للخماسي الحديث (الإنجليزية)
- مارلين سانشيز على موقع أوليمبيديا (الإنجليزية)